# Gianfranco Mazzoni
Gianfranco Mazzoni (Teramo, 11 maggio 1959) è un giornalista e telecronista sportivo italiano, che lavora per Rai Sport.

## Biografia
Figlio di due professori, Adriana ed Ezio Mazzoni, Gianfranco fin da piccolo legge giornali e frequenta il mondo dello sport, soprattutto allo stadio, in cui andava assieme al nonno. Ha un fratello maggiore, Marcello, di sei anni più grande, anche lui dedito al mondo del giornalismo.

### Carriera
Laureato in Scienze politiche, fin da giovanissimo si è inserito nell'attività giornalistica con collaborazioni con la redazione teramana del quotidiano Il Tempo e delle emittenti televisive locali Tv Teramo e TeleTeramo. Dal 1979 ha preso avvio la sua collaborazione con la Rai, che nel 1982 lo ha assunto stabilmente come corrispondente da Teramo. Nel 1987 è stato nominato redattore della sede giornalistica della Rai di Pescara.
Nel giro di pochi anni ha ottenuto le qualifiche di conduttore di telegiornale, di radio-telecronista e di inviato speciale. Parallelamente è entrato a far parte del Pool Sportivo delle testate giornalistiche della Rai e ha partecipato a numerose trasmissioni, tra le quali Tutto il calcio minuto per minuto, in qualità di seconda voce a storici radiocronisti del calibro di Enrico Ameri e Sandro Ciotti. Nel 1990 ha fatto parte del gruppo di radiocronisti al seguito del Campionato mondiale di calcio 1990 e nel 1992 ha partecipato alla spedizione giornalistica della Rai alle Olimpiadi di Barcellona.
Ha ricevuto diversi prestigiosi riconoscimenti, tra i quali il Premio USSI (Unione Stampa Sportiva Italiana) nel 1995, il Premio Rosa d'Oro a Roseto degli Abruzzi nel 1998, il Premio Lorenzo Bandini a Brisighella, il Premio Luciano Moruzzi a Imola nel 2002.
Lavora a Roma nella redazione della testata sportiva della Rai, con la qualifica di conduttore del TG Sport. Dal 2022 è ospite ricorrente de La Domenica Sportiva come opinionista sulla Formula 1.

## Commentatore della Formula 1
(La storica introduzione che Gianfranco Mazzoni utilizzava nella presentazione dei Gran Premi)
Nel 1990 ha vinto il concorso interno indetto dalla testata giornalistica sportiva della Rai per radiocronista delle gare di Formula 1. Tale attività è stata svolta fino al 1996, culminata quell'anno con l'assegnazione del premio di Giornalista sportivo dell'anno attribuito dal CONI e con il passaggio alle telecronache nel 1997, prendendo il posto che fu prima di Mario Poltronieri e poi fino al 1995 di Amedeo Verduzio.
Ha commentato tutto il ciclo vincente della Scuderia Ferrari con i titoli mondiali vinti tra il 2000 e il 2007, ben tredici tra i successi di Michael Schumacher e Kimi Räikkönen e dei trionfi nel Campionato Mondiale Costruttori della scuderia di Maranello. Gli indici di ascolto delle sue telecronache sono stati pertanto molto elevati, raggiungendo punte di circa 14 milioni di spettatori. Nella sua prima stagione televisiva in Rai è stato coadiuvato dal parere tecnico dell'ex pilota René Arnoux. Dal 1998 invece è stato stabilmente affiancato in cabina di commento da Ivan Capelli e assistito dal contributo tecnico di Giorgio Piola e successivamente Giancarlo Bruno, e degli altri inviati ai box Ettore Giovannelli e Stella Bruno, fino al 2017, ultimo anno di trasmissione della Rai.
Nel 2018 ha commentato il Gran Premio d'Italia 2018, unica gara stagionale trasmessa in chiaro su Rai 1, al fianco di Emanuele Pirro e dell'ingegnere Marco Fainello, in sostituzione di Capelli e Bruno, passati a TV8.
Nel 2021 ha commentato il Rally di Monza 2021 (unica tappa del Mondiale Rally trasmessa in chiaro sulle reti Rai) al fianco di Andrea Nicoli.

## Doppiatore
Ha collaborato nel gioco della Electronic Arts chiamato F1 2000, nella versione in italiano, doppiando l'ingegnere di pista che inviava messaggi dal box.
Nel 2006 ha doppiato la voce del telecronista Bob Cutlass nell'edizione italiana di Cars - Motori ruggenti, ripetendosi anche in Cars 2 e Cars 3 con il personaggio di Brent Mustangburger. Ha poi doppiato quest'ultimo nei due film Planes e Planes 2 - Missione antincendio, entrambi spin-off di Cars. Il suo compenso è stato donato in beneficenza.